# Dürrentalbach (Eußerbach)
Der Dürrentalbach, am Unterlauf auch Sulzbach, ist ein knapp 3,9 km langer Bach im Mittleren Pfälzerwald und ein rechter Zufluss des Eußerbachs im Landkreis Südliche Weinstraße (Rheinland-Pfalz).

## Geographie

### Verlauf

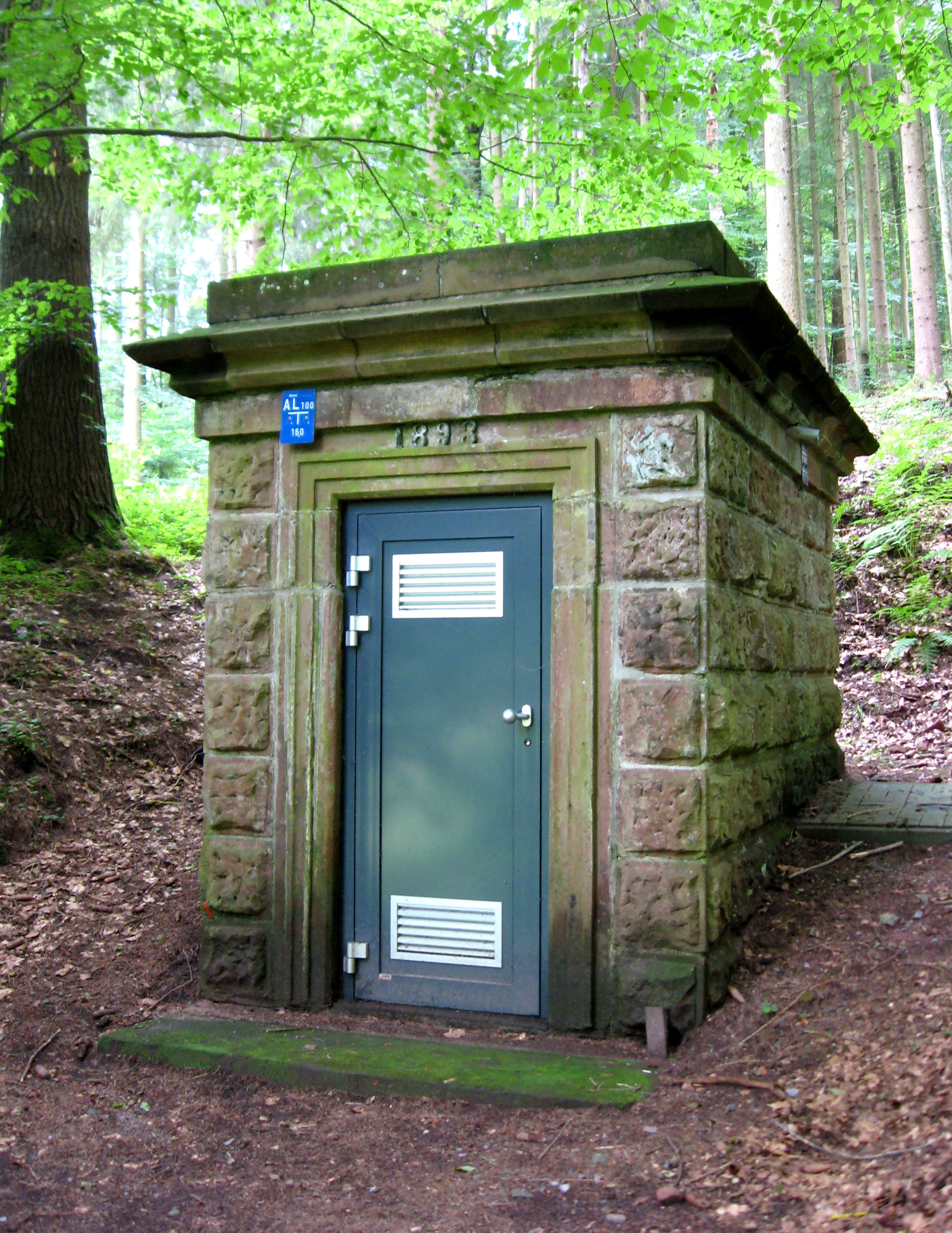
Wasserwerk Eußerthal im Dürrenbachtal

Der Dürrentalbach entspringt auf einer Höhe von 368 m ü. NHN in einem Kerbtal zwischen dem Großen Fischberg (530,3 m) und dem Armbrunnenkopf (545,3 m) in der Waldgemarkung der Ortsgemeinde Siebeldingen.
Rechts unterhalb der Landesstraße 505, die schmal und kurvenreich vom Forsthaus Taubensuhl im Nordwesten durch Eußerthal bis zur Bundesstraße 10 (Pirmasens–Landau) im Süden führt, verläuft der Bach durch das namensgebende Dürrental, das früher auch Dörrenthal genannt wurde, während er sich vorwiegend in südöstlicher Richtung bewegt. Im Tal fließen dem Bach einige kleine Bäche zu, meist von Quellen oder Brunnen aus kurzen Seitentälern. Ziemlich am Ende des Tals steht das denkmalgeschützte Wasserwerk von Eußerthal, kurz danach ist der Dürrentalbach im Bereich der Sandbachmündung auf einer Strecke von 200 m zu zwei Teichen aufgestaut, in denen eine Fischfarm betrieben wird. Unterhalb der beiden Teiche ist ein Sportplatz angelegt.
Zwischen dem Beutelsberg (405 m, links) und dem Prestenberg (411,2 m, rechts) verlässt der Dürrentalbach das Dürrenbachtal und mündet, nun auch Sulzbach genannt, am Nordrand von Eußerthal auf etwa 201 m Höhe von rechts in den Eußerbach.
Der 3,9 km lange Lauf des Dürrentalbachs endet ungefähr 167 Höhenmeter unterhalb seiner Quelle, er hat somit ein mittleres Sohlgefälle von etwa 43 ‰.

### Zuflüsse
Die fünf Zuflüsse des Dürrentalbachs mit nennenswerter Länge sind bachabwärts mit Gewässerkennzahl, Mündungsseite, Länge und Einzugsgebiet aufgelistet:
- Saupferchbach, 2377264-129, aus dem Tal nördlich des 444,4 m hohen Bärenecks (rechts), gut 0,4 km und 0,5 km²
- Bach von der Geldmünzquelle, 2377264-140, bei der Siebeldinger Hütte (links), gut 0,4 km und 0,56 km²
- Jagdhausbach, 2377264-180, aus dem Distrikt Zerrasch (rechts), gut 0,9 km und 0,89 km²[6]
- Weihertalbach, 2377264-200, mit der Dörrenthalhütte links der Mündung (rechts), gut 0,8 km und 1,11 km²
- Sandbach, 2377264-940, aus dem Tal zwischen Behälterkopf (383 m) und Prestenberg (411,2 m) (rechts), knapp 0,8 km und 1,40 km²